# Mianmar nos Jogos Olímpicos
Mianmar, então conhecido como Birmânia, participou pela primeira vez dos Jogos Olímpicos em 1948, e tem enviado atletas para competirem em todas as edições dos Jogos Olímpicos de Verão desde então, exceto pelos Jogos de 1976. O país nunca participou dos Jogos Olímpicos de Inverno. Desde os Jogos de 1992, a nação é designada como Mianmar em competições olímpicas.
Até 2008, nenhum atleta do Mianmar ganhou uma medalha olímpica.
O Comitê Olímpico Nacional do Mianmar foi criado em 1947 e reconhecido pelo COI no mesmo ano.